# Jule Styne
Jule Styne (pronunciado Yuli Estain) (31 de diciembre de 1905 – 20 de septiembre de 1994) fue un compositor de canciones angloestadounidense, famoso por una serie de musicales representados en el circuito de Broadway.
Entre sus canciones más conocidas figuran "Let It Snow! Let It Snow! Let It Snow!" escrita en colaboración con Sammy Cahn en 1945, "Diamonds Are a Girl's Best Friend", "Bye, Bye Baby", "A Little Girl from Little Rock" cantadas por Marilyn Monroe en Los caballeros las prefieren rubias, "Everything's Coming Up Roses" del musical Gypsy.

## Biografía
Nacido en Londres, Inglaterra, su verdadero nombre era Julius Kerwin Stein. De origen judío, su familia eran inmigrantes procedentes de Ucrania, en aquella época perteneciente al Imperio Ruso, que regían una pequeña tienda de comestibles. A los ocho años de edad su familia fue a vivir a Chicago, en los Estados Unidos, donde a temprana edad recibió lecciones de piano. Demostró ser un niño prodigio y actuó con las orquestas sinfónicas de Chicago, San Luis, y Detroit, antes de cumplir los diez años de edad.
Styne estudió en el Chicago Musical College, pero antes ya había llamado la atención de otro adolescente, Mike Todd, que más adelante fue productor cinematográfico, y que le encargó la composición de una canción para un musical que estaba creando. Fue la primera de más de 1500 canciones publicadas por Styne a lo largo de su carrera. Una de sus canciones más conocidas, "Sunday", la escribió en 1929 mientras tocaba con la banda de Ben Pollack.
Styne fue asesor de canto de 20th Century Fox, hasta que Darryl F. Zanuck decidió despedirle, ya que consideraba esa función como "un lujo, y nosotros tenemos que recortar esos lujos", diciéndole que se dedicara a escribir canciones, un trabajo que "es para siempre". Styne formó una banda de baile propia, la cual se hizo conocida en Hollywood y fue apoyada por Frank Sinatra, y en la cual empezó a colaborar con el letrista Sammy Cahn, con el que escribió muchas canciones para el cine, entre ellas "It's Been a Long, Long Time" (número 1 durante 3 semanas con la Orquesta de Harry James en 1945), "Five Minutes More," y la ganadora de un Premio Oscar "Three Coins in the Fountain", perteneciente a la película Three Coins in the Fountain. También colaboró en la banda sonora del film de 1955 Mi hermana Elena, escrita junto a Leo Robin. Diez de las canciones compuestas por Styne fueron nominadas al Oscar, muchas escritas en colaboración con Cahn, entre ellas "I've Heard That Song Before" (número 1 durante 13 semanas con la Orquesta de Harry James en 1943), "I'll Walk Alone", "It's Magic" (número 2 para Doris Day en 1948) y "I Fall in Love Too Easily".
En 1947, Styne escribió su primera composición para un musical representado en el circuito de Broadway, High Button Shoes, en colaboración con Cahn. En las siguientes décadas escribió la música de muchos otros shows de Broadway, destacando Gentlemen Prefer Blondes, Peter Pan (música adicional), Bells Are Ringing, Gypsy, Do Re Mi, Funny Girl, Sugar, y la ganadora de un Premio Tony Hallelujah, Baby!.
Styne escribió también la música original del parque de atracciones Freedomland U.S.A., el cual se inauguró el 19 de junio de 1960.
A lo largo de su carrera, Styne colaboró con artistas como Sammy Cahn, Leo Robin, Betty Comden y Adolph Green, Stephen Sondheim, y Bob Merrill.
Jule Styne falleció a causa de un fallo cardiaco en la ciudad de Nueva York en 1994. Tenía 88 años de edad. Fue enterrado en el Cementerio Mount Ararat, en East Farmingdale, Nueva York.

## Galardones
Styne ingresó en el Salón de la Fama de los Compositores en 1972 en el Salón de la Fama del Teatro Americano en 1981, y recibió un Premio Drama Desk Special y el Premio Kennedy en 1990.

## Selección de sus canciones
- "The Christmas Waltz"
- "Conchita Marquita Lolita Pepita Rosita Juanita Lopez"
- "Don't Rain on My Parade" (de Funny Girl)
- "Diamonds Are a Girl's Best Friend" (del musical Gentlemen Prefer Blondes)
- "Everything's Coming Up Roses" (de Gypsy)
- "Every Street's a Boulevard in Old New York" (de Hazel Flagg)
- "Fiddle Dee Dee"
- "Guess I'll Hang My Tears out to Dry"
- "How Do You Speak to an Angel"
- "I Don't Want to Walk without You"
- "I Fall in Love Too Easily" (de Levando anclas)
- "I Still Get Jealous"
- "I'll Walk Alone"
- "It's Been a Long, Long Time"
- "It's Magic" (de Romance on the High Seas)
- "It's You or No One"
- "I've Heard That Song Before"
- "Just in Time" (del musical Bells Are Ringing)
- "Let Me Entertain You" (de Gypsy)
- "Let It Snow! Let It Snow! Let It Snow!"
- "Long Before I Knew You"
- "Make Someone Happy" (del musical Do Re Mi)
- "Money Burns a Hole in My Pocket" (de Viviendo su vida)
- "Neverland"
- "Papa, Won't You Dance with Me?"
- "The Party's Over" (del musical Bells Are Ringing)
- "People" (de Funny Girl)
- "Saturday Night (Is the Loneliest Night of the Week)", cantada por Frank Sinatra
- "Small World", de Gypsy, cantada por Johnny Mathis en 1959
- "Sunday", con Ned Miller
- "The Things We Did Last Summer"
- "Time after Time" (de It Happened in Brooklyn)
- "Three Coins in the Fountain", canción ganadora de un Premio Oscar, del film Three Coins in the Fountain
- "Together (Wherever We Go)" (de Gypsy)
- "Vict'ry Polka"
- "Pico and Sepulveda"

## Teatro en Broadway
comedias musicales, como compositor, salvo mención contraria o complementaria
- 1947-1949 : High Button Shoes, de Jule Styne, Sammy Cahn y Stephen Longstreet, escenografía de George Abbott, coreografía de Jerome Robbins
- 1949-1951 : Gentlemen Prefer Blondes, de Leo Robin, Joseph Fields y Anita Loos
- 1951-1952 : Two on the Aisle, de Betty Comden y Adolph Green, con Dolores Gray, Bert Lahr y Elliott Reid
- 1953 : Hazel Flagg, de Bob Hilliard y Ben Hecht (+ productor)
- 1954-1955 : Peter Pan, de Mark Charlap y Carolyn Leigh, escenografía de Jerome Robbins, con Mary Martin
- 1955-1956 : Will Success Spoil Rock Hunter, escrita y dirigida por George Axelrod, con Orson Bean, Martin Gabel, Jayne Mansfield y Walter Matthau (solo productor)
- 1956 : Wake up, Darling, de Alex Gottlieb
- 1956-1959 : Bells Are Ringing, de Betty Comden y Adolph Green, escenografía de Jerome Robbins, con Judy Holliday, Sydney Earl Chaplin y Jean Stapleton
- 1958-1959 : Say Darling, de Betty Comden, Adolph Green, Abe Burrows, Marian Bissell y Richard Bissell, con Vivian Blaine, David Wayne y Elliott Gould (+ productor)
- 1959-1961 : Gypsy, de Stephen Sondheim y Arthur Laurents, escenografía de Jerome Robbins, con Ethel Merman y Jack Klugman
- 1960-1962 : Do Re Mi, de Betty Comden y Adolph Green, escenografía de Garson Kanin
- 1961-1962 : Subways Are for Sleeping, de Betty Comden y Adolph Green, con Sydney Earl Chaplin y Orson Bean
- 1963 : La resistible ascensión de Arturo Ui, de Bertolt Brecht, escenografía de Tony Richardson, con Christopher Plummer, Elisha Cook Jr., Leonardo Cimino y Lionel Stander (música de escena)
- 1964-1965 : Fade out, Fade in, de Betty Comden y Adolph Green, escenografía de George Abbott, con Carol Burnett, Jack Cassidy y Lou Jacobi (+ productor)
- 1964-1967 : Funny Girl, de Bob Merrill y Isobel Lennart, escenografía de Garson Kanin y Jerome Robbins, con Barbra Streisand, Sydney Earl Chaplin y Jean Stapleton
- 1967-1968 : Hallelujah, Baby!, de Betty Comden, Adolph Green y Arthur Laurents
- 1968 : Darling of the Day, de E.Y. Harburg y Nunnally Johnson, con Vincent Price
- 1970 : Look to the Lilies, de Sammy Cahn y Leonard Spigelgass, escenografía de Joshua Logan
- 1972-1973 : Sugar, de Bob Merrill y Peter Stone
- 1974 : Lorelei, de Betty Comden y Adolph Green, con Carol Channing
- 1979-1980 : Teibele and the Demon, de Isaac Bashevis Singer y Eve Friedman, con F. Murray Abraham, Ron Perlman y Barry Primus (solo coproductor)
- 1993 : The Red Shoes, de Marsha Norman y Paul Stryker, escenografía de Stanley Donen

## Filmografía  como compositor (selección)
- 1953 : Los caballeros las prefieren rubias, de Howard Hawks
- 1955 : Mi hermana Elena, de Richard Quine
- 1955 : Battle Cry, de Raoul Walsh
- 1960 : Suena el teléfono, de Vincente Minnelli
- 1962 : Gypsy, de Mervyn LeRoy (+ cameo)
- 1968 : Funny Girl, de William Wyler

## Premios y distinciones
Premios Óscar
| Año  | Categoría              | Canción                       | Película                      | Resultado |
| ---- | ---------------------- | ----------------------------- | ----------------------------- | --------- |
| 1941 | Mejor canción original | «Waltzing in the clouds»      | Televisión                    | Nominado  |
| 1943 | Mejor canción original | «I've Heard That Song Before» | Youth on Parade               | Nominado  |
| 1944 | Mejor canción original | «A Change of Heart»           | Hit Parade of 1943            | Nominado  |
| 1945 | Mejor canción original | «I'll Walk Alone»             | Follow the Boys               | Nominado  |
| 1946 | Mejor canción original | «Anywhere»                    | Esta noche y todas las noches | Nominado  |
| 1949 | Mejor canción original | «It's Magic»                  | Romanza en alta mar           | Nominado  |
| 1950 | Mejor canción original | «It's a Great Feeling»        | El amor no puede esperar      | Nominado  |
| 1955 | Mejor canción original | «Three Coins in the Fountain» | Creemos en el amor            | Ganador   |
| 1969 | Mejor canción original | «Funny Girl»                  | Funny Girl                    | Nominado  |